# Парінеті Чопра
Парінеті Чопра (англ. Parineeti Chopra; нар.. 22 жовтня 1988, Амбалі, Гаряна) — індійська акторка, володарка спеціального згадки Національної кінопремії, Filmfare Award за найкращу дебютну жіночу роль та ряду інших кінематографічних нагород Індії.

## Життєпис
Парінеті Чопра народилася в пенджабській родині. Батько, Паван Чопра, бізнесмен і постачальник індійської армії в Амбалі, мати, Ріна Чопра, — домогосподарка. Крім неї, в родині виховали ще два сина: Шиванг та Сарадж. Актриси Пріянка Чопра, Міра Чопра та Маннара — це її кузини. Парінеті Чопра навчалася в монастирі Ісуса і Марії, навчалася класичній індійській музиці. В інтерв'ю газеті The Hindu вона розповіла, що була гарною студенткою і завжди хотіла стати інвестиційним банкіром. У віці 17 років Парінеті Чопра переїхала до Лондона, де в подальшому закінчила Manchester Business School з потрійним дипломом з відзнакою в галузі бізнесу, економіки та фінансів. У 2009 році у зв'язку з економічним спадом повернулася назад до Індії у Мумбаї до своєї кузини Пріянки.
Під час зйомок фільму «Любов неможлива» Пріянка представила студії Yash Raj Films свою двоюрідну сестру. Та почала працювати в найбільшій кінокомпанії гінді фільмів менеджером з маркетингу та зв'язків з громадськістю. За іронією долі Парінеті Чопра ніколи не любила професію акторів. Вона вважала цю роботу лише виправданням, щоб носити більше косметики на обличчі. Але поступово спостерігаючи за зйомками фільмів, вона змінила свою думку з приводу акторства.

## Кар'єра
Під час просування фільму «Весільна церемонія» Парінеті Чопра вирішила залишити роботу менеджера для навчання в акторській школі. Її кар'єра почалася з ролі другого плану у фільмі «Леді проти Ріккі Бахла», за який дівчина отримала багато гарних відгуків і кінематографічних нагород, в тому числі і найпрестижнішу на мові гінді Filmfare Awards в категорії «Кращий жіночий дебют». У 2012 році вийшов фільм «Бунтівники любові», де вона зіграла в парі з Арджуном Капуром і за роль в якому була удостоєна спеціального згадки Національної кінопремії. У 2011 році журнал Verve включив її до списку «Найвпливовіших жінок року». У 2012 році Парінеті Чопра потрапила до списку «Найкращих актрис Боллівуду». В 2013 році в інтерв'ю Hindustan Times  вона заявила, що має намір зніматися у фільмах, в яких зможе проявити себе, а не в тих, що створюються тільки для касових зборів.
У 2014 році вийшли три фільми за її участі: «Вона посміхається, вона в пастці», де Парінеті Чопра знялася в парі з Сідхартом Малхотрою, «Бенкет любові» в парі з Адіт'єй Рой Капуром і «Прямо в серце» з Ранвіром Сингхом, але лише перший з них мав комерційний успіх, інші два провалилися. Після цього актриса вирішила взяти перерву, під час якої вона знялася лише в фільмі Dishoom (2016), зігравши епізодичну роль нареченої головного героя.
У 2017 році після трирічної перерви за її участі вийшли два фільми. Meri Pyaari Bindu, де вона дебютувала як співачка, провалився в прокаті. Але наступний Golmaal Again став одним з найбільш комерційно успішних фільмів року, де вона замінила Карину Капур, яка пішла в декрет.
У 2018 році Парінеті Чопра знімалася в романтичному трилері Sandeep Aur Pinky Faraar, де вона знову грала в парі з Арджуном Капуром. Також актриса погодилася на участь у фільмі Kesari, де її партнером буде Акшай Кумар.

## Фільмографія
| Рік  |   | Українська назва                  | Оригінальна назва        | Роль                  |
| ---- | - | --------------------------------- | ------------------------ | --------------------- |
| 2011 | ф | Леді проти Ріккі Бахла            | Ladies vs. Ricky Bahl    | Димпл Чаддха          |
| 2012 | ф | Бунтівники любові                 | Ishaqzaade               | Зоя Куреши            |
| 2013 | ф | Справжній індійський роман        | Shuddh Desi Romance      | Гаятрі                |
| 2014 | ф | Вона посміхається, вона в пастці! | Hasee Toh Phasee         | Міта Соланкі          |
| 2014 | ф | Бенкет любові                     | Daawat-e-Ishq            | Гульрез «Гуллу» Кадир |
| 2014 | ф | Прямо в серце                     | Kill Dill                | Діша                  |
| 2016 | ф | Вистріл                           | Dishoom                  | Мускан Кюреші (камео) |
| 2017 | ф |                                   | Meri Pyaari Bindu        | Бінду Шанкарнараянан  |
| 2017 | ф |                                   | Golmaal Again            | Пріянка               |
| 2018 | ф |                                   | Sandeep Aur Pinky Faraar | Pinky                 |
| 2019 | ф |                                   |                          | Kesari                |